# Fórmula (automovilismo)
Las carreras de fórmula (conocidas como carreras de monoplazas en América del Norte) son distintas formas de carreras de automovilismo con monoplazas de ruedas abiertas. El origen del término radica en la nomenclatura que adoptó la FIA para todas sus regulaciones o fórmulas para monoplazas posteriores a la Segunda Guerra Mundial. Las más conocidas de estas fórmulas son la Fórmula 1, Fórmula E, Fórmula 2, Fórmula 3, Fórmula Regional y Fórmula 4. El uso común de «carreras de fórmula» abarca otras series de monoplazas, incluidas la IndyCar Series y el Campeonato de Super Fórmula Japonesa.
Categorías como la Fórmula 3 y la Fórmula 2 se describen como fórmulas secundarias, lo que se refiere a su posición por debajo de series de alto nivel como la F1 en sus respectivas carreras profesionales en el automovilismo de monoplazas. Hay dos formas principales de carreras de fórmula: la fórmula abierta que permite elegir entre chasis o motores y la fórmula de control o «especificaciones» que depende de un único proveedor para chasis y motores. La Fórmula 3 es un ejemplo de fórmula abierta, mientras que la Fórmula BMW es una fórmula de control. También hay algunas excepciones en estas dos formas, como la Fórmula Ford, donde hay una fórmula de chasis abierto pero una fórmula de motor de marca única restringida.
Si bien la Fórmula 1 es la modalidad deportiva más cara del mundo, no todas las series de fórmula son eventos profesionales de alto costo. Algunas fórmulas destinadas a jóvenes y aficionados, incluidas categorías como la Fórmula 1000 y Fórmula Vee, se encuentran entre las formas menos costosas de carreras en circuito.
La mayoría de las categorías de fórmulas contemporáneas permiten el uso de neumáticos lisos y un uso extensivo de alas y efectos de suelo para aumentar la velocidad en las curvas. Sin embargo, hay categorías amateurs populares, como la Fórmula Ford y Fórmula Ford, que no lo hacen y, en consecuencia, tienen velocidades de curva mucho más lentas y en las que el «drafting» juega un papel mucho más importante. Ocasionalmente se utiliza el término «carreras con alas y slicks» para distinguir las categorías más rápidas.

## Campeonatos mundiales

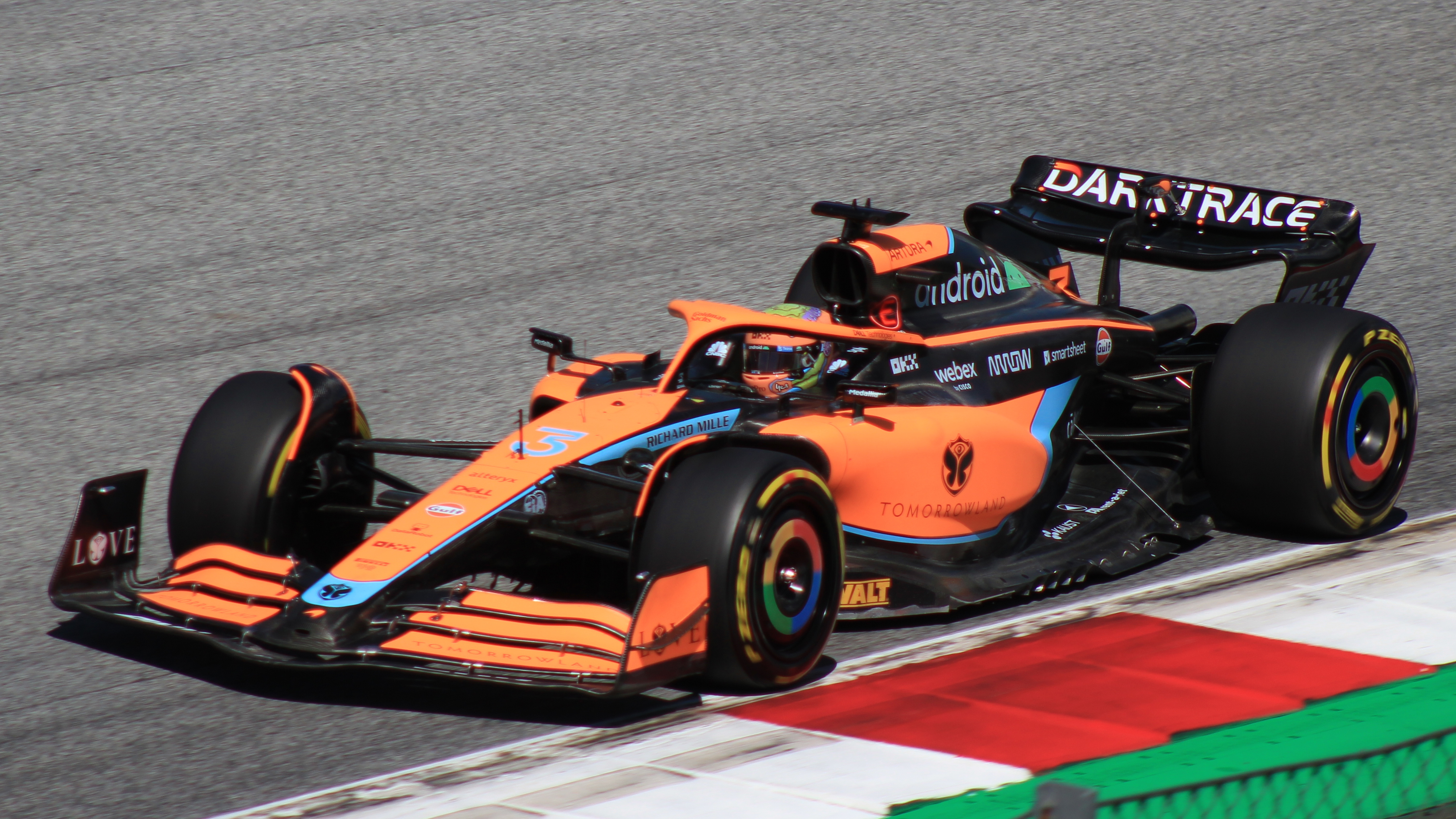
Daniel Ricciardo durante el Gran Premio de Austria de 2022 de Fórmula 1.

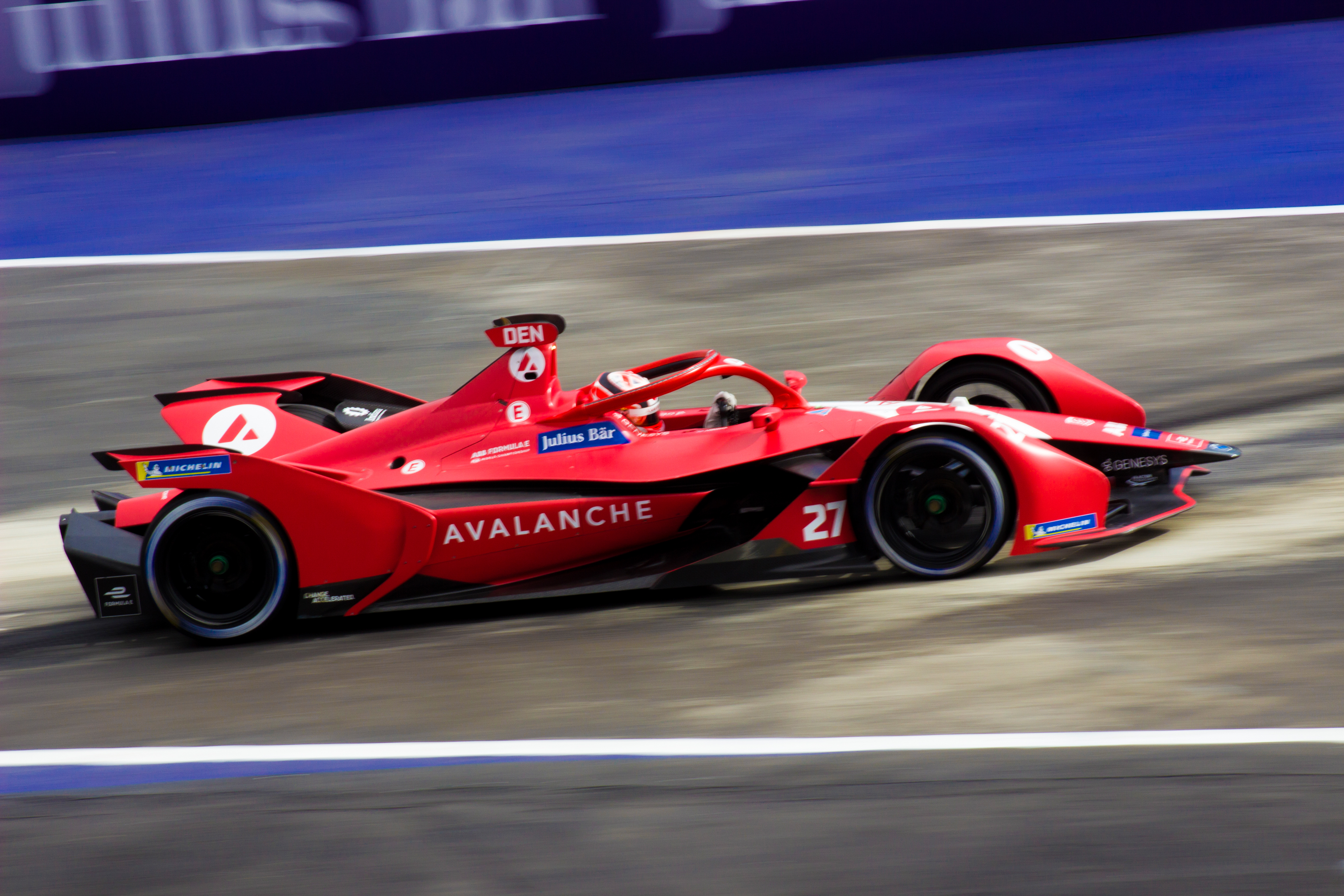
Jake Dennis conduciendo un Spark SRT05e en el ePrix de la Ciudad de México de 2022 de Fórmula E.

### Fórmula 1
En el proceso de revivir las carreras de Grandes Premios después del final de la Segunda Guerra Mundial, la Comisión Deportiva Internacional de la Federación Internacional del Automóvil fue responsable de definir las regulaciones estandarizadas de la Fórmula 1 (F1) en 1946. La primera carrera que se celebró según las primeras regulaciones de la F1 fue un Gran Premio de Turín en septiembre de 1946. La primera temporada de Fórmula 1 oficialmente reconocida se celebró en 1947 y en 1950 se inauguró el «Campeonato Mundial de Pilotos».

### Fórmula E
La Fórmula E es la categoría más alta de competición para monoplazas eléctricos, y celebró su temporada inaugural en 2014 y 2015. Concebido en 2012, la FIA pretendía que el campeonato sirviera como plataforma de I+D para el vehículo eléctrico y promovera el interés en los vehículos eléctricos y la sostenibilidad. La categoría corre predominantemente en circuitos temporales en ciudades como Nueva York, Hong Kong, Zúrich, Berlín, Roma y París en eventos conocidos como «e-Prix». Para limitar los costos pero mantener el desarrollo tecnológico, la serie utiliza un chasis y una batería específicos que deben ser utilizados por todos los participantes, y los equipos competidores pueden diseñar y construir sus propios motores, inversor y suspensión trasera. La serie ha ganado un impulso significativo en los últimos años.

## Campeonatos internacionales

### Fórmula 2
El campeonato de Fórmula 2 de la FIA fue introducido en 2017 por Bernie Ecclestone y Flavio Briatore tras el cambio de nombre de la serie de soporte a la F1: la GP2 Series. Diseñado para hacer que las carreras sean asequibles y el campo de entrenamiento perfecto para la vida en la F1, la F2 ha hecho obligatorio que todos los equipos utilicen el mismo chasis, motor y proveedor de neumáticos.

### Fórmula 3
En 2019, la GP3 Series fue reemplazada por el campeonato de Fórmula 3 de la FIA, de la misma manera que la GP2 pasó a llamarse Fórmula 2 en 2017. El primer campeón de pilotos de la serie fue Robert Shwartzman, conduciendo para Prema Racing, quien también ganó el Campeonato de Escuderías de ese año. A finales de año, la Copa Mundial de Fórmula 3 de la FIA se celebra durante el Gran Premio de Macao como evento de final de temporada fuera del campeonato.

## Campeonatos regionales

### Fórmula Regional
La Fórmula Regional es la última categoría que se desarrolla fuera del formato de eventos de F1. Fue creado para tomar el relevo de los distintos campeonatos de F3 en todo el mundo después de que la FIA considerara que el título «Fórmula 3» sería utilizado exclusivamente por la serie que se desarrolla los fines de semana de F1 conocida anteriormente como GP3. Cada campeonato corresponde a una región específica: Asia, América, Europa, India, Japón, Medio Oriente y Oceanía (Nueva Zelanda).

## Campeonatos nacionales

### Fórmula 4
La Fórmula 4, también llamada FIA F4, es una categoría de monoplazas con ruedas abiertas destinada a jóvenes pilotos. No existe un campeonato global, sino que naciones o regiones individuales pueden albergar sus propios campeonatos de acuerdo con un conjunto universal de reglas y especificaciones. La categoría fue creada por la FIA, el organismo administrativo y sancionador internacional para los deportes de motor, como una categoría de nivel de entrada para jóvenes pilotos, cerrando la brecha entre el karting y la Fórmula 3. La serie es parte de FIA Global Pathway.

## América del norte

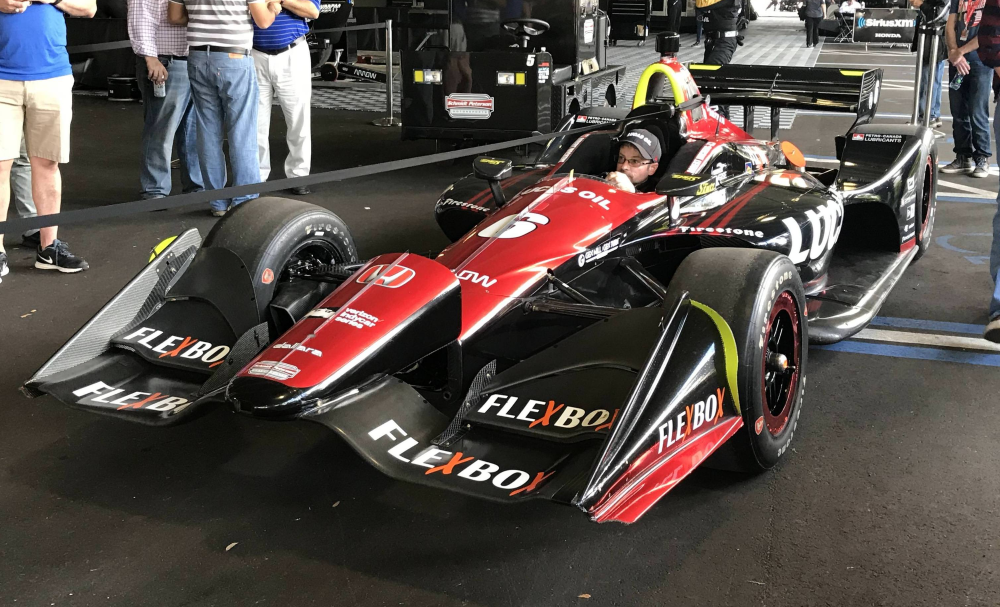
Monoplaza Robert Wickens antes del Gran Premio de San Petersburgo de IndyCar Series, 2018.

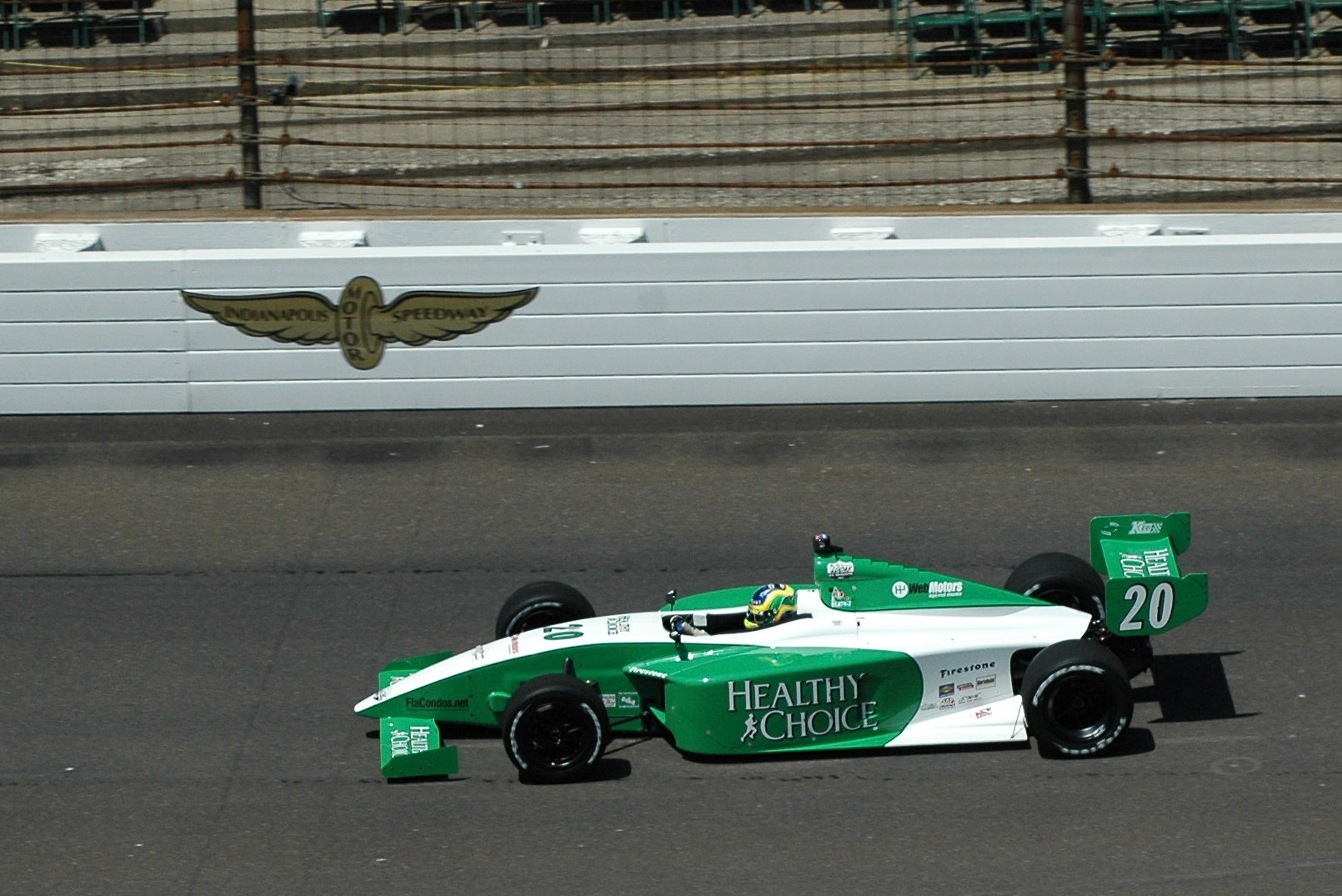
Ana Beatriz durante en Indianapolis Motor Speedway durante la Indy Lights 2008.

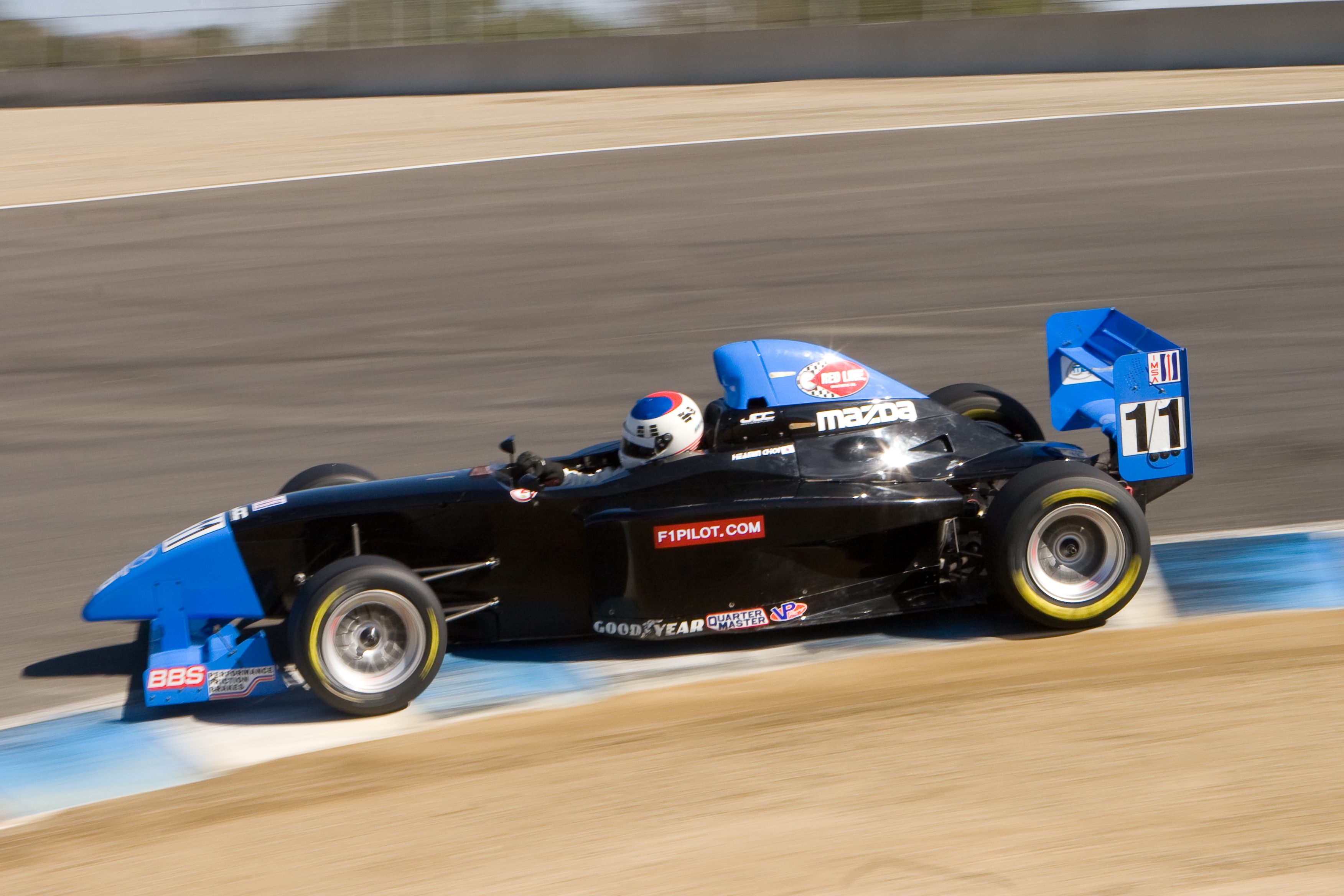
Heamin Choi en Laguna Seca durante el Pro Mazda Championship 2009.

### IndyCar Series
La IndyCar Series es la categoría más importante de carreras de fórmula en los Estados Unidos. El deporte, en general, tiene sus raíces en 1905. La serie actual, fundada por el entonces director ejecutivo de Indianapolis Motor Speedway, Tony George, comenzó en 1996 como «Indy Racing League» (IRL). En 2008, la serie se fusionó con la categoría competidora, la Champ Car World Series, anteriormente conocida como CART, para formar la actual IndyCar. Una temporada típica de IndyCar contiene carreras en una mezcla de circuitos de terreno natural, circuitos callejeros, óvalos pequeños (también conocidos como pistas cortas) y óvalos más grandes de alta velocidad (también conocidos como superspeedways); incluyendo las históricas 500 Millas de Indianápolis.

### Indy NXT
La Indy NXT, anteriormente conocida como Indy Lights, es la serie soporte a la IndyCar, similar a la relación de la F1 con la F2. La Indy Lights original (conocida como «American Racing Series») actuó como circuito de desarrollo para la CART de 1986 a 2001. La serie actual fue fundada en 2002 por INDYCAR LLC.

### Campeonato USF Pro 2000
El campeonato USF Pro 2000, anteriormente conocido como Indy Pro 2000, ha sido una serie de desarrollo oficialmente sancionada desde 2011, cuando pasó a ser gobernada por IndyCar, aunque la serie original comenzó en 1991 como Star Mazda Championship. Los pilotos utilizan actualmente chasis Tatuus IP-22.

### Campeonato U.S. F2000
El Campeonato U.S. F2000, anteriormente conocido como Campeonato Nacional U.S. F2000, es una variación estadounidense de la Fórmula Ford. La serie fue fundada inicialmente por Dan Andersen y Mike Foschi en 1990 y regularmente presentaba más de 60 inscripciones por carrera. En 2001, la serie fue vendida a Jon Baytos, quien introdujo una serie de controvertidos en el reglamento que desalinearon la serie con clases SCCA similares, lo que llevó a una reducción en la participación y al final de la serie en 2006. En 2010, la serie regresó bajo el liderazgo de Andersen con la intención de devolver a la F2000 su estatus como fórmula alimentadora para clases superiores de carreras de monoplazas en los Estados Unidos.

### USF Juniors
La USF Juniors es una nueva incorporación al programa Road to Indy, sancionada por la USAC en 2022, es el equivalente a la Fórmula 4.

## Japón

### Súper Fórmula

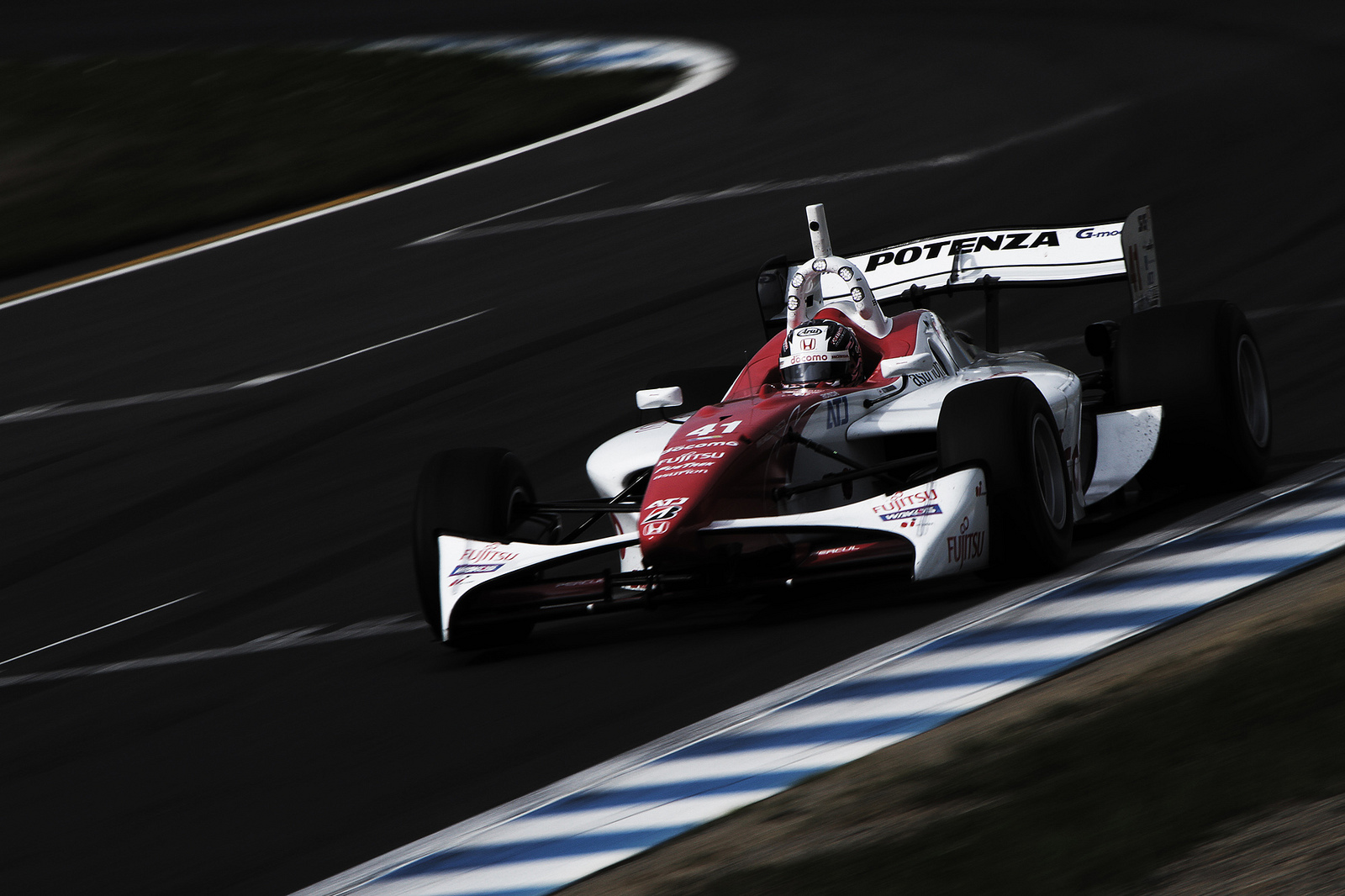
Koudai Tsukakoshi durante una carrera de Fórmula Nippon en 2012.

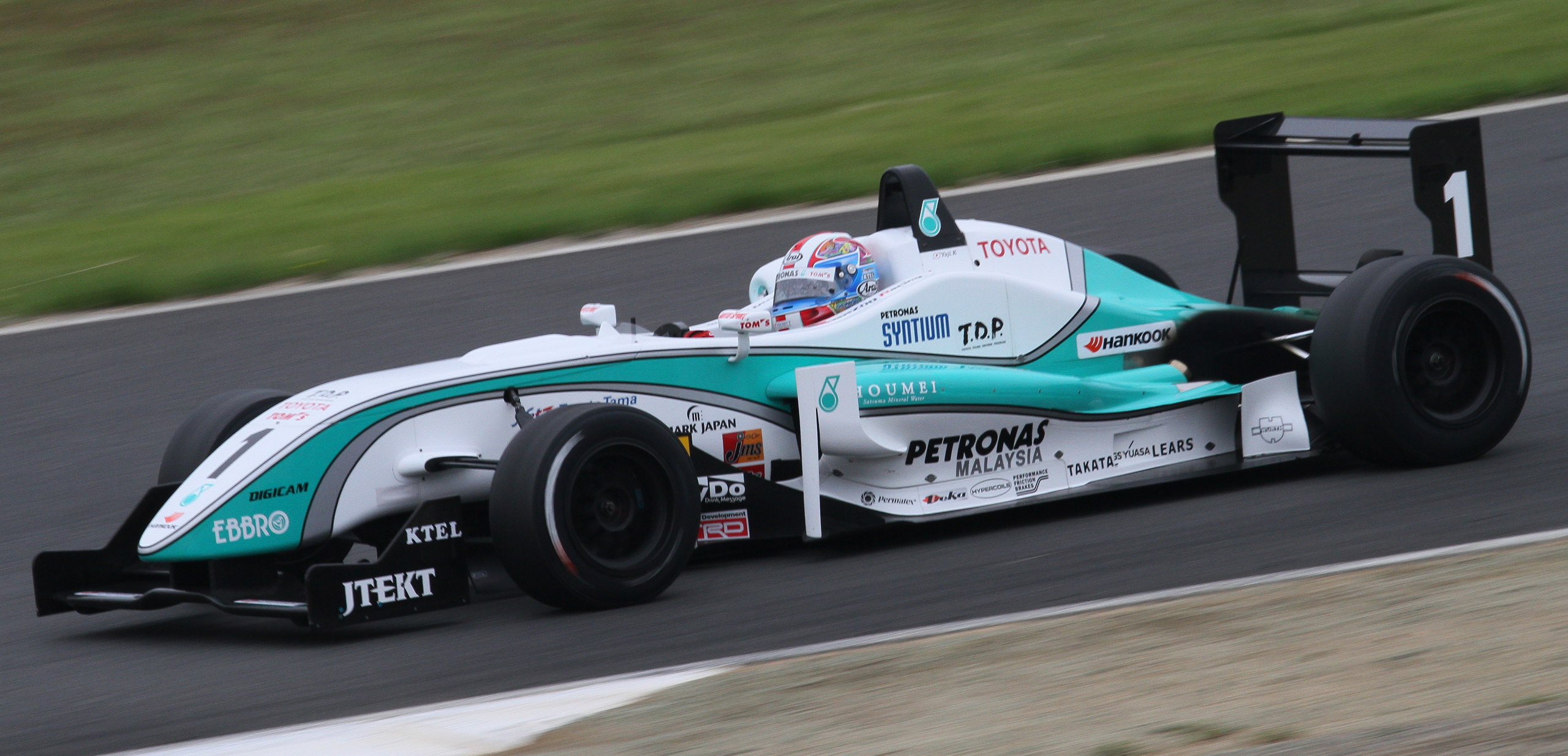
Yuji Kunimoto durante una carrera de F3 Japonesa en 2010.

La Super Fórmula, anteriormente conocida como Fórmula Nippon, es la categoría principal de carreras de monoplazas en Japón. Comenzó como Fórmula 2000 Japonesa en 1973 y continuó utilizando las regulaciones de Fórmula 2 después de que terminó la Campeonato Europeo de Fórmula Dos en 1984. En 1987, la serie cambió al estándar Fórmula 3000, de modo que las regulaciones japonesas y europeas volvieron a ser paralelas. Sin embargo, en 1996, la serie Fórmula 3000 Internacional se convirtió en un formato monomarca para reducir costos y la Fórmula Japonesa se separó, cambiando el nombre a Fórmula Nippon. La Fórmula Nippon contó con un chasis suministrado por Lola, Reynard y G-Force hasta 2001 y 2002, cuando G-Force y Reynard se retiraron, mientras que Mugen-Honda suministró la mayoría de los motores. En 2006, las regulaciones cambiaron drásticamente: se reemplazó el chasis y ahora Toyota y Honda proporcionaron los motores. Los motores tenían las mismas especificaciones que los utilizados en la temporada 2005 de IndyCar Series.

## Otras series
- Atlantic Championship Series
- Fórmula Grand Prix Series
- BOSS GP
- Eurofórmula Open
- F1 Academy
- Fórmula 1000
- Fórmula Atlantic
- Fórmula Continental
- Fórmula Ford
- Fórmula LGB Hyundai
- Fórmula LGB Swift
- Fórmula Enterprises
- Fórmula Student
- Fórmula Vee
- Fórmula Woman
- Campeonato GB3

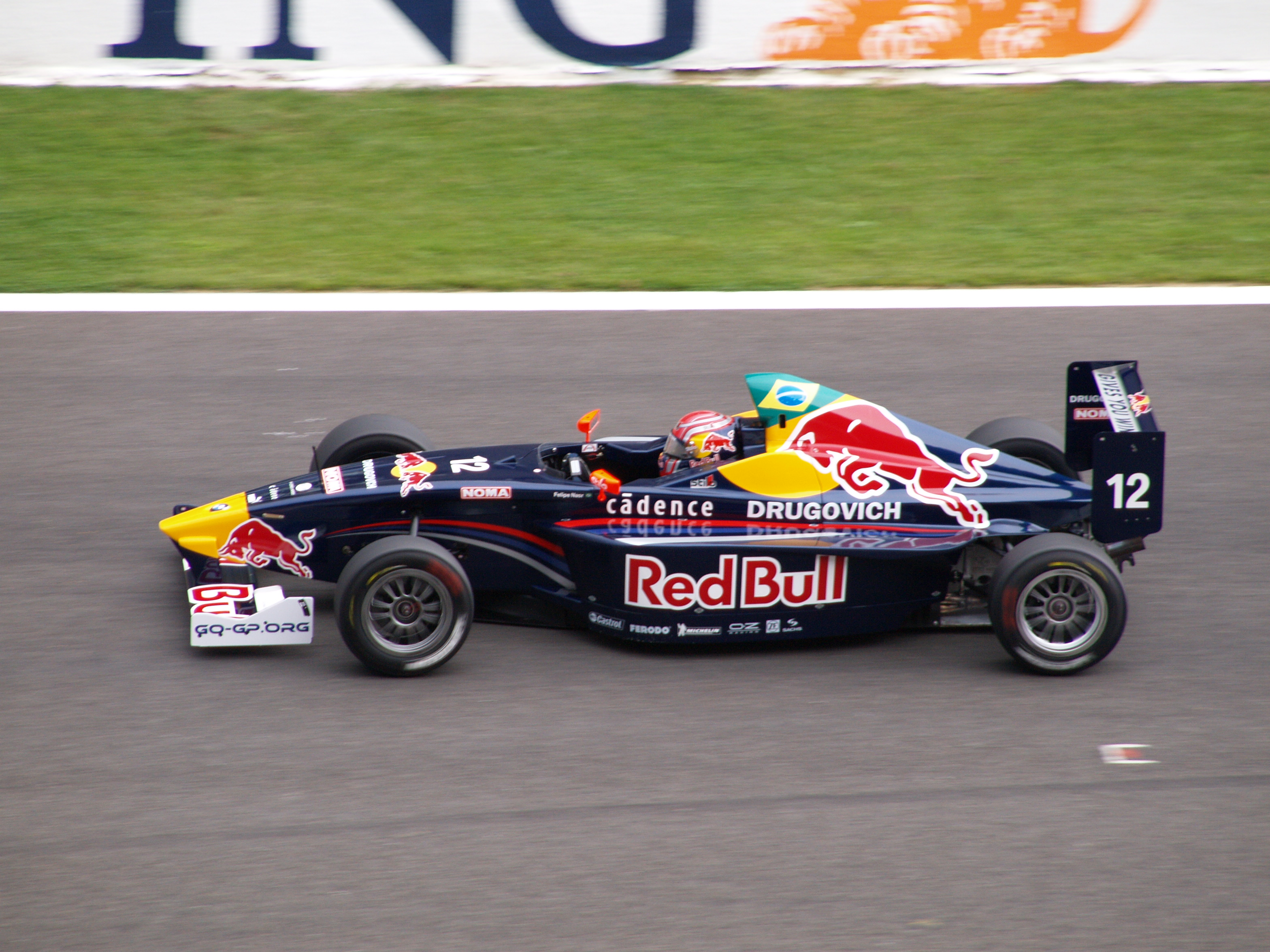
Felipe Nasr durante una carrera de Fórmula BMW en 2009.

- Gran Premio Histórico de Fórmula 1
- Monoposto Racing Club
- S5000 Australia
- Campeonato de Fórmula Regional de Oceanía
- W Series

## Series desaparecidas

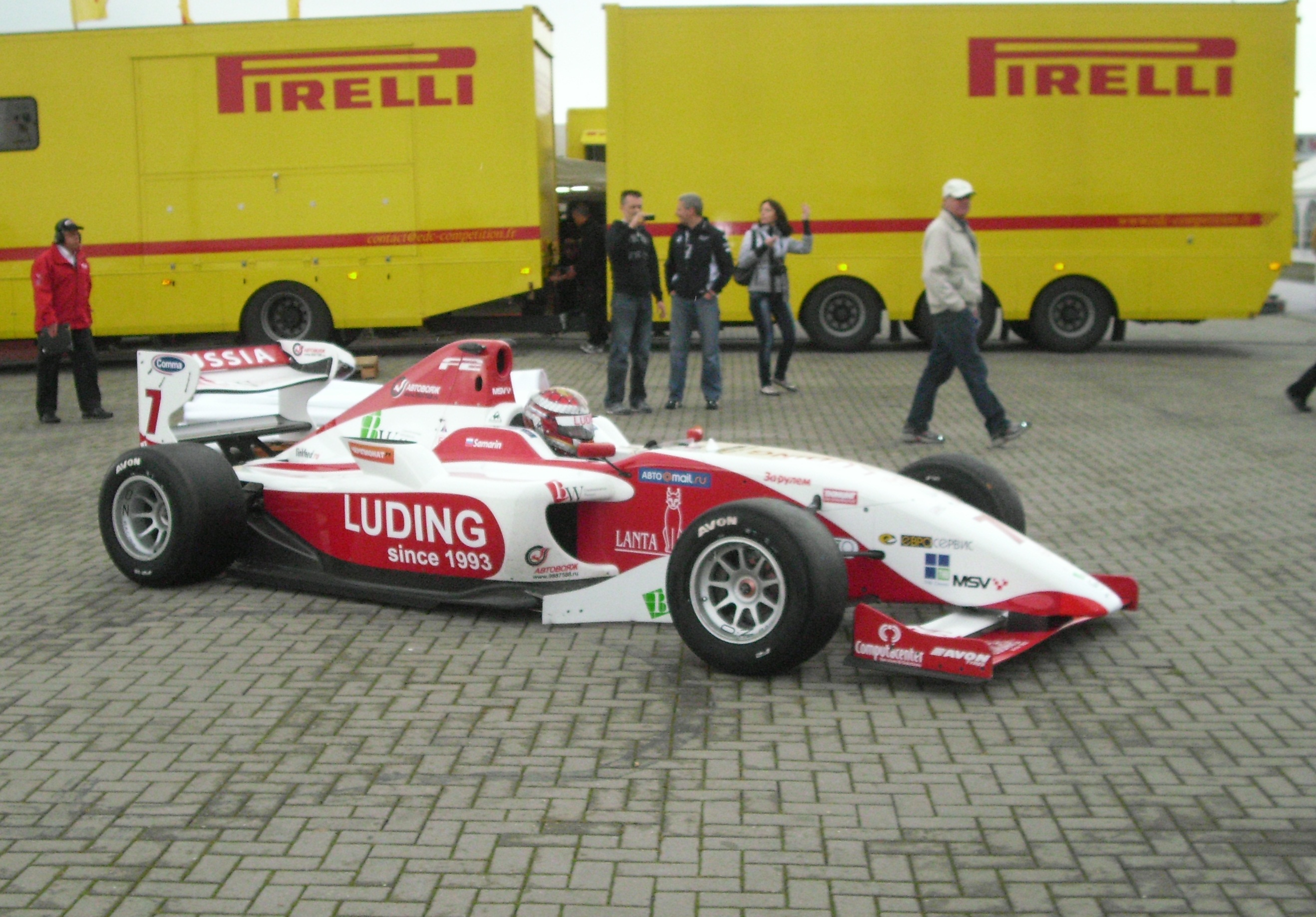
Ivan Samarin en su monoplaza Fórmula Dos.

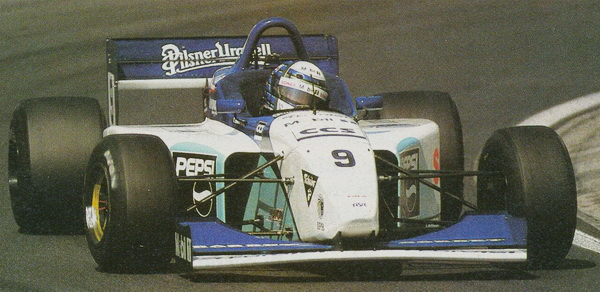
Tomáš Enge conduciendo un monoplaza de Fórmula 3000 internacional en 1998.

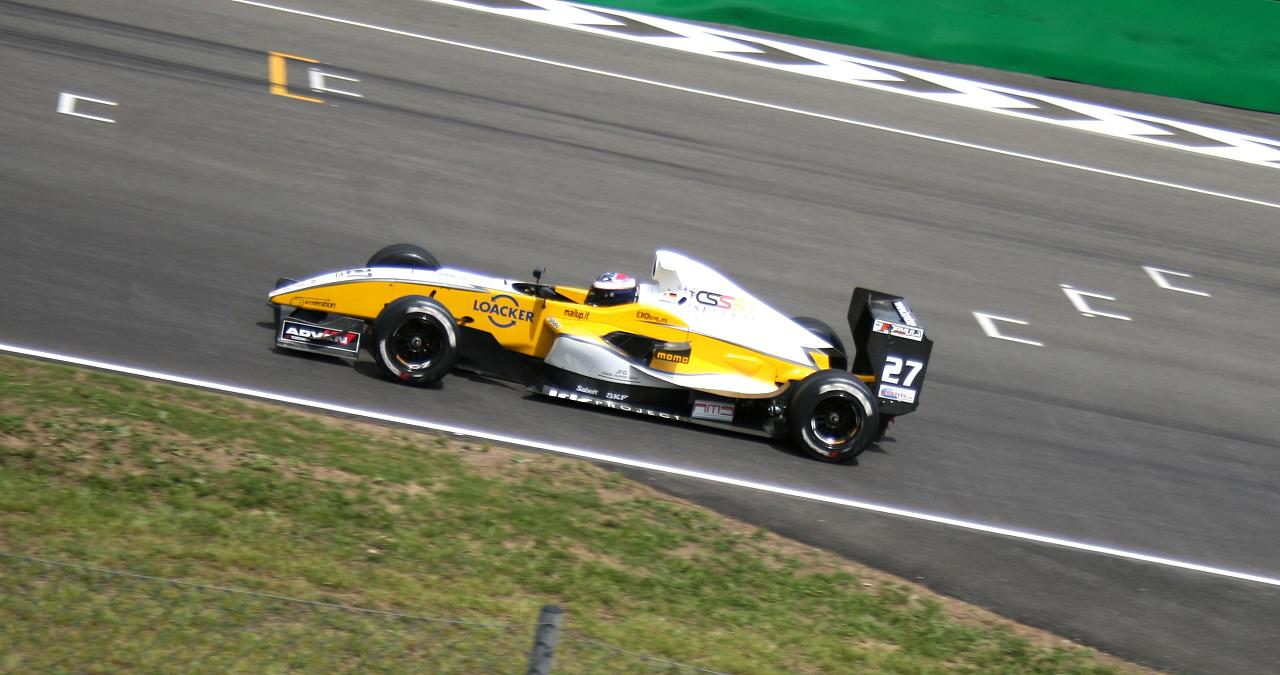
Michael Ammermüller durante una carrera Fórmula Master Internacional en 2008.

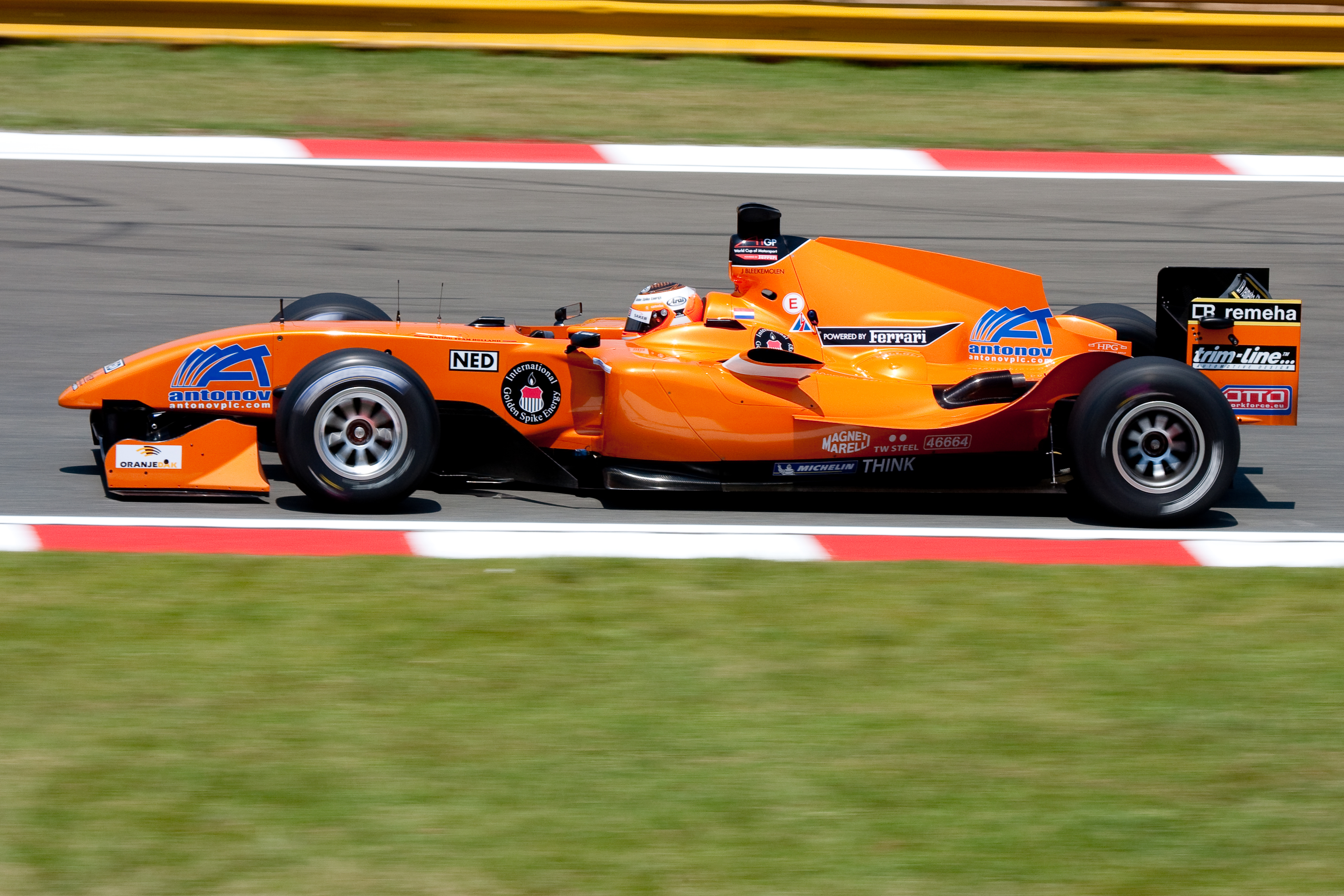
El equipo de Países Bajos durante una carrera A1 Grand Prix en Kyalami.

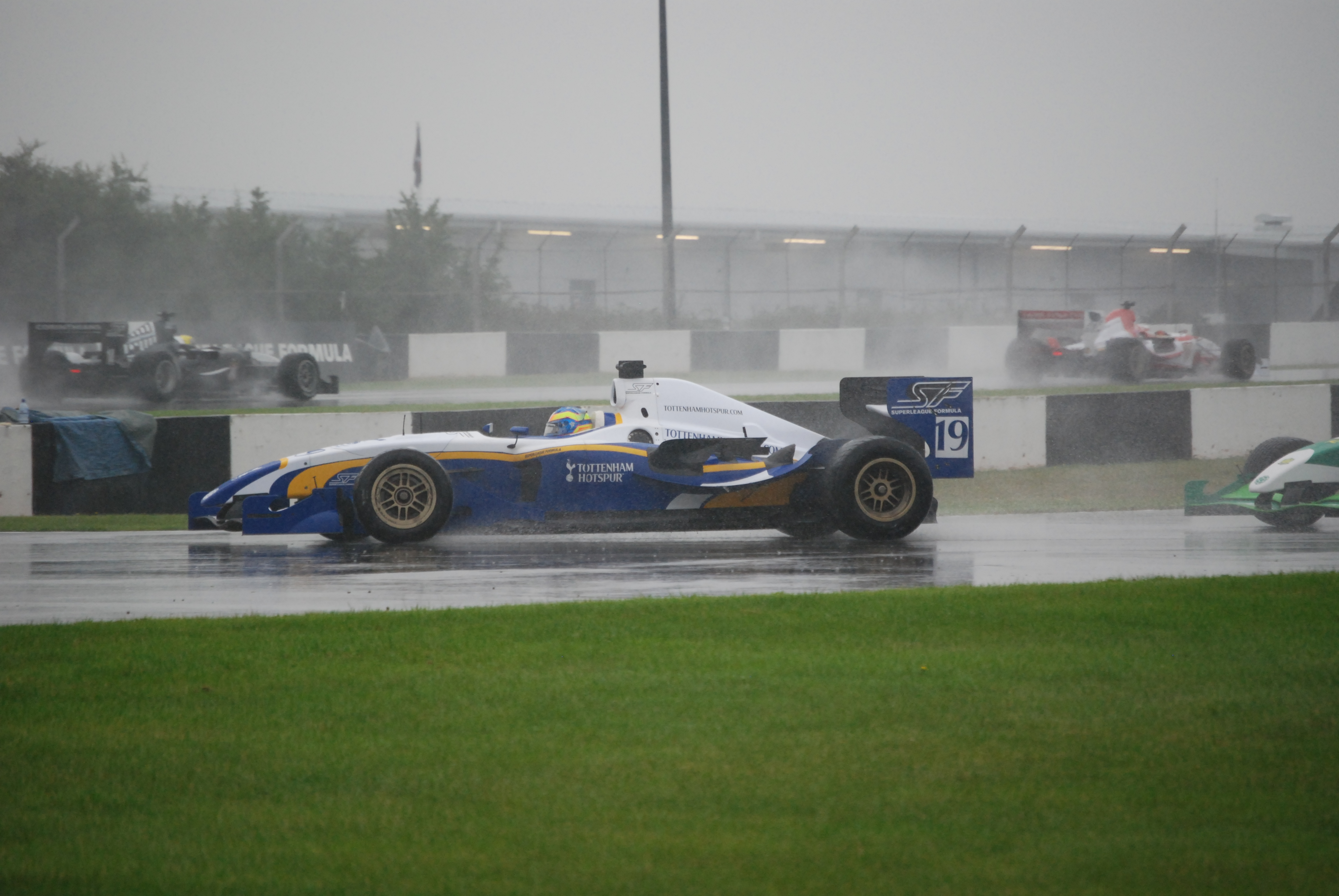
Tottenham Hotspur durante una carrera de Superleague Fórmula en Donington Park.

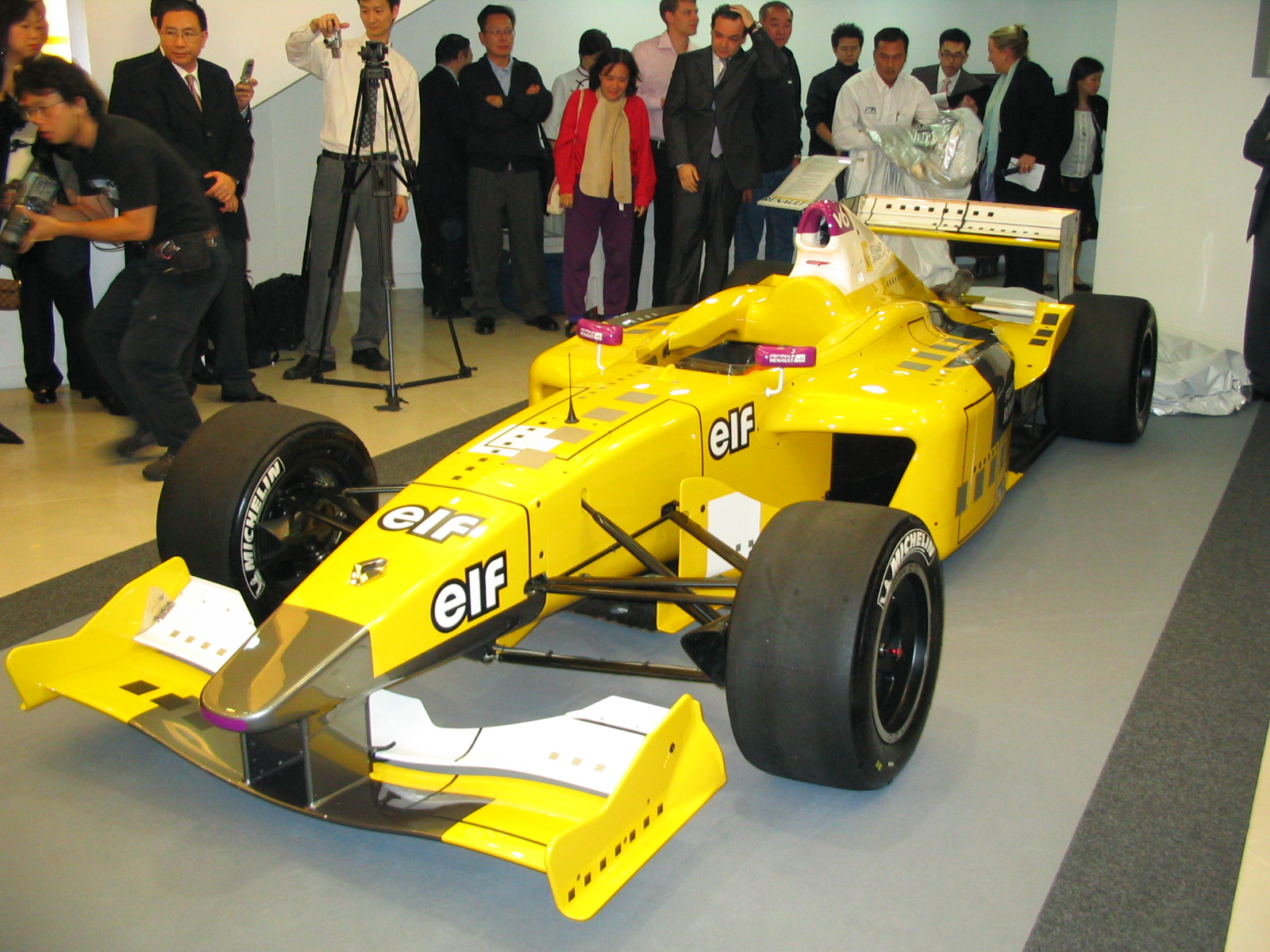
Presentación de la Fórmula Asia V6 en Hong Kong en 2006.

### Fórmula Dos (1947-1985; 2009-2012)
El reglamento de la Fórmula Dos se definió por primera vez en 1947 como una forma de clase B por debajo de la Fórmula 1. No era inusual que algunos eventos de F1 incluyeran varias inscripciones de F2 en el mismo campo y las inscripciones en las temporadas del Campeonato Mundial de 1952-1953 comprendían exclusivamente automóviles de F2 por razones de costo. La F2 tuvo una historia irregular hasta la inauguración del Campeonato Europeo de Fórmula Dos en 1967. La F2 era una categoría que permitía el uso de cualquier chasis que cumpliera la normativa prescrita; Tuvo un buen soporte durante la década de 1970, con chasis construidos por Tecno, March, Toleman, Ralt, Matra, entre otros. El campeonato europeo se desarrolló de forma ininterrumpida hasta la creación de su sucesora, Fórmula 3000 Internacional, en 1985. En 2008, la FIA anunció que la Fórmula Dos regresaría en 2009 bajo el nombre de Campeonato de Fórmula Dos de la FIA. Esta serie se suspendió después de la temporada 2012.

### Fórmula 3000 (1985-2004)
La Fórmula 3000 fue creada por la Federación Internacional del Automóvil en 1985 para convertirse en el último escalón previo a la Fórmula 1. La Fórmula 2 se había vuelto demasiado cara y estaba dominada por coches oficiales con motores de fábrica. La F3000 ofrecía carreras más rápidas, más baratas y más abiertas. La serie comenzó como una fórmula abierta, pero en 1986 se estandarizaron los neumáticos, seguidos por los motores y el chasis en 1996. La serie funcionó hasta 2004 cuando fue reemplazada en 2005 por la GP2 Series.

### Fórmula 5000 (1968-1982)
La Fórmula 5000 (o F5000) era una división monoplazas de ruedas abiertas que se corrió en diferentes series en varias regiones del mundo desde 1968 hasta 1982. Originalmente estaba pensada como una serie de bajo costo dirigida a autos de carreras de ruedas abiertas que ya no encajan en ninguna fórmula en particular. La denominación «5000» proviene de la cilindrada máxima de 5,0 litros permitida en los coches, aunque muchos circulaban con motores más pequeños.

### Fórmula Master Internacional (2005-2009)
La Fórmula Master Internacional, también conocida como Fórmula Super 2000, fue concebida como competidora de la Fórmula 3. Comenzó en 2005 como la Pro Series 3000, organizada por Peroni Promoción. La MTC Organisation asumió el control en 2006 y la convirtió en una serie de apoyo al Campeonato Mundial de Turismos. Los pilotos utilizaron monoplazas de Fórmula 2000 de segunda mano fabricados por Tatuus que estaban propulsados por un motor Honda K20A de 250 CV.

### A1 Grand Prix (2005-2009)
La A1 Grand Prix (A1GP) era único en su campo porque los competidores representaban únicamente a su país y no a ellos mismos o a un equipo, el formato habitual en la mayoría de las series de carreras de fórmula. Como tal, a menudo se promocionó como la «Copa Mundial de Automovilismo». Además, la serie atrajo a un número igual de pilotos (antiguos o futuros) de Fórmula 1 y de IndyCar Series. El concepto fue fundado por jeque Sheikh Al Maktoum en 2004, pero fue vendido a la FIA en 2005. Las carreras se llevaron a cabo durante la detención de cada temporada de Fórmula 1, el invierno del hemisferio norte. Entre 2005 y 2009 participaron 29 países de los cinco continentes.

### Superleague Fórmula (2008-2011)
Utilizando motores V12 de 750 CV, la Superleague Fórmula introdujo el patrocinio de equipos por parte de asociaciones de clubes de fútbol. En la clasificación, el vínculo con el fútbol también estuvo presente, ya que la serie empleó un sistema basado en un formato de fase de grupos a eliminatorias utilizado en algunos torneos de fútbol. Otra característica única de la Superleague Fórmula fue la Súper Final, un duelo a cinco vueltas entre los seis mejores pilotos de un fin de semana. En 2010, la serie ofreció el mayor fondo de premios del deporte del motor europeo y el campeón ganaría 1 millón de euros. En teoría, un piloto podría ganar hasta 2,2 millones a lo largo de la temporada. Todo esto se hizo para brindar a los pilotos la oportunidad de ganarse la vida con el automovilismo. En 2011, el vínculo con el fútbol se estaba desvaneciendo y más de la mitad de los equipos ya no estaban asociados con los clubes. Las últimas carreras de la temporada no se llevaron a cabo y no se organizaron más temporadas.

### Fórmula Renault V6 Asiática (2006-2009)
La Fórmula Renault V6 Asiática se lanzó en 2006 para brindar a los pilotos del Sudeste Asiático la oportunidad de progresar desde el karting hasta los monoplazas juveniles y el automovilismo internacional. Karun Chandhok, por ejemplo, ganó el campeonato de 2006 y fue recompensado con una prueba en un monoplaza de la World Series by Renault en el circuito Paul Ricard. Los pilotos corrieron con chasis Tatuus motorizado por Renault y neumáticos suministrados por Michelin.

### Auto GP (1999-2016)
Los comienzos de la Auto GP se remontan a 1999 y a la Fórmula 3000 Italiana. Al principio, casi todas las carreras se celebraban en Italia, pero la serie se expandió rápidamente por toda Europa. En 2001, la serie se convirtió en Fórmula 3000 Europea y en 2004, Superfund se convirtió en el patrocinador principal, con la intención de crear la serie Fórmula Superfund. Sin embargo, se retiró la financiación y la serie se canceló. Por lo tanto, Coloni Motorsport restableció la Fórmula 3000 Italiana y la amplió en 2006 a la Euroseries 3000. En 2010, los monoplazas de A1GP de primera generación sustituyeron al chasis Lola F3000 y se adoptó el nombre Auto GP.

### Otros
- Atlantic Championship Series
- ADAC Fórmula Masters
- Fórmula Grand Prix China
- Florida Winter Series
- Fórmula Acceleration 1
- Fórmula BMW
- Fórmula Holden
- Fórmula Masters China
- Fórmula Renault
- S5000 Australia
- Campeonato Sudafricano de Fórmula Volkswagen
- W Series